# Ita de Hibernia
Santa Ita (c. 475 – 15 de enero 570), también conocida como santa Ida o santa Ides, fue una de las primeras monjas irlandesas. 

## Biografía
Ida, también llamada "Brígida de Munster", nació en lo que ahora es el actual Condado de Waterford. Su padre Cennfoelad descendía de Felim el Legislador, rey de Tara. Se dice que Ita encarnaba las seis virtudes tradicionales de la feminidad irlandesa: sabiduría, pureza, belleza, habilidad musical, lenguaje gentil y habilidad en la costura, pero rechazó un matrimonio prestigioso prefiriendo tomar el velo como religiosa. Se ordenó monja y se mudó a Cluain Credhail, lugar donde fundó un monasterio femenino en donde pasó el resto de la vida como abadesa de la comunidad, creciendo en su cercanía un pueblo que posteriormente fue conocido como Killeedy ("Church of St. Ita") en County Limerick, de quien es patrona.
Esta comunidad religiosa se caracterizó por enseñar a los niños pequeños de la comarca. Fue legendario su énfasis en la austeridad, así como milagros y dotes proféticos. Todas sus obras y milagros fueron registrados por San Cuimin de County Down. Probablemente Santa Ita moriría a causa de un cáncer, ya que sus cronistas contemporáneos lo describen como un escarabajo que consumió su costado hasta crecer al tamaño de un cerdo, manera medieval de describir una enfermedad que no conocían. 
Fue dotada de dotes proféticos y muy buscada tanto por hombres como por mujeres como directora espiritual, siendo venerada posteriormente por numerosos santos, incluyendo San Brandán el Navegante a quien enseñó de niño en su escuela, San Pulcerio (Mochoemog) y Cummian. Su festividad es el 15 de enero. Su tumba fue objeto de peregrinación durante siglos, pero fue destruida durante las invasiones vikingas del siglo IX. Se reconstruyó después una iglesia románica pero también fue destruida durante la Reforma. Sin embargo, las ruinas siguen siendo motivo de peregrinación y nunca faltan flores sobre la tumba de la santa.